# Spella erzählt Geschichten
Spella erzählt Geschichten war eine deutschsprachige Zeitschrift für Kunst und Literatur. Sie wurde 2007 in Berlin gegründet.
Die Redaktion veröffentlichte in jeder Ausgabe erzählende Prosa. Zudem hatte pro Ausgabe ein Künstler die Möglichkeit, sein Werk in einer Werkschau vorzustellen. Design und Form der Spella unterschieden sich deshalb bei jeder neuen Veröffentlichung.
Spella erzählt Geschichten erschien viermal jährlich mit ca. 80 Seiten im Vierfarbdruck und war im Zeitschriftenhandel, in Bahnhofsbuchhandlungen sowie im Internet erhältlich. Die Auflage betrug ca. 4.000 Exemplare.
Zu den Autoren gehörten u. a. Jörg Albrecht, Gesine Danckwart, Katharina Franck, Myriam Keil, Daniel Klaus, Martin Kluger, Sven Lager,  Kai Gero Lenke, Martin Rauhaus, Tim Staffel und Inge Viett. Als Künstler waren Gitte Schäfer, Peter K. Koch, Juju's Delivery und Rothstauffenberg präsent.